# Friedrich Wilhelm Kieschke
Friedrich Wilhelm Kieschke (* 2. April 1790; † 19. Juli 1863) war ein deutscher Beamter und Politiker.
Kieschke arbeitete 1819 bei der Oberrechnungskammer in Potsdam. Dort wird er 1820 und 1824 als Geheimer Rechnungsrevisor und 1828 als Rechnungsrat genannt. Danach wechselte er als Regierungsrat (Kassenrat) zur Regierung in Königsberg. Ab 1838 war er Oberregierungsrat und Dirigent der Abteilung II bei der Regierung in Oppeln. 1852 bis 1853 war er dort Stellvertreter des Regierungspräsidenten. 1850 war er Mitglied im Volkshaus des Erfurter Unionsparlaments.
Er erhielt das Eiserne Kreuz 2. Klasse und den Roten Adlerorden 4. Klasse und 3. Klasse.
Er war der Vater von Friedrich Julius Kieschke (1819–1895).